# 東大小路町
東大小路町（ひがしおおしょうじちょう）は、鹿児島県薩摩川内市の町。旧川内市東大小路町。郵便番号は895-0075。人口は1,157人、世帯数は553世帯（2020年10月1日現在）。東大小路町の全域で住居表示を実施している。

## 地理

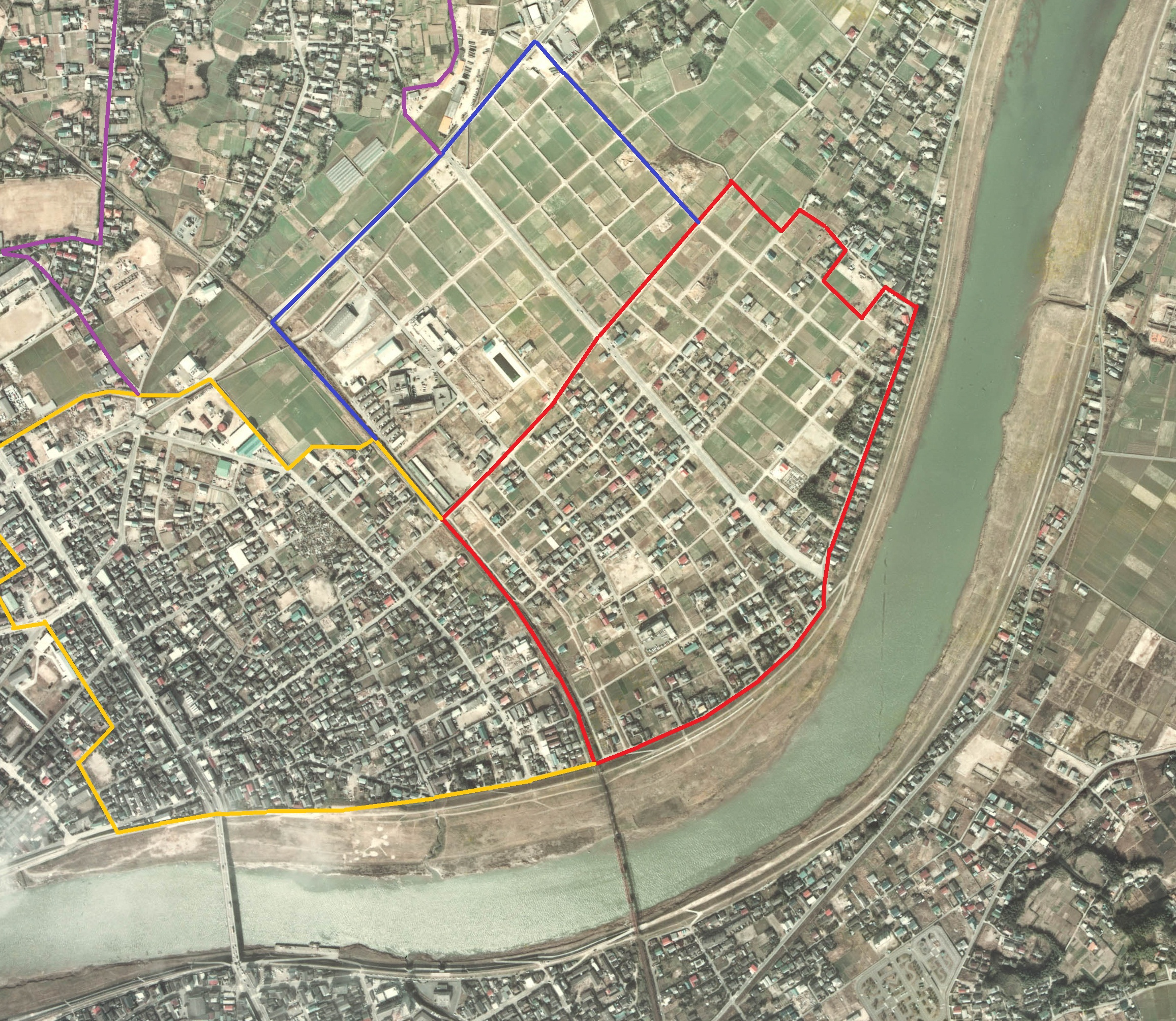
赤色の枠内が東大小路町の区域である。

薩摩川内市の西部、川内川の下流域に位置している。字域の北方には中郷、中郷町、南方には平佐町、西方には原田町、大小路町、東方には天辰町がそれぞれ接している。また、東端部には川内川が流れており、反対岸の平佐町と結ぶ薩摩川内市道隈之城高城線の天大橋が架けられている。
字域内は周辺にある市街地区が拡大されたのに伴って住宅地として開発された地域である。字域の西端部には肥薩おれんじ鉄道が通っており、それにほぼ沿って九州新幹線の架橋が縦断している。

### 町名の由来
東大小路町という町名は大小路町の東に位置していることに由来する。

## 歴史
1981年（昭和56年）に大小路町及び中郷町の各一部より川内市の町「東大小路町」として設置された。
2004年（平成16年）10月12日に川内市、東郷町、入来町、祁答院町、樋脇町、下甑村、上甑村、鹿島村、里村が新設合併し薩摩川内市が設置された。この市町村合併に伴い設置された法定合併協議会において川内市の町・字については「現行通りとする。」と協定されたため、名称の変更は行われずに薩摩川内市の町となった。

### 町域の変遷
| 変更後                   | 変更年             | 変更前                 |
| ------------------------ | ------------------ | ---------------------- |
| 川内市東大小路町（新設） | 1981年（昭和56年） | 川内市大小路町（一部） |
| 川内市東大小路町（新設） | 1981年（昭和56年） | 川内市中郷町（一部）   |

## 人口
以下の表は国勢調査による小地域集計が開始された1995年以降の人口の推移である。
| 年                 | 人口  |
| ------------------ | ----- |
| 1995年（平成7年）  | 1,363 |
| 2000年（平成12年） | 1,255 |
| 2005年（平成17年） | 1,255 |
| 2010年（平成22年） | 1,251 |
| 2015年（平成27年） | 1,106 |
| 2020年（令和2年）  | 1,157 |

## 施設

### 公共
- 国土交通省川内川河川事務所[16]

### 寺社
- 菅原神社

## 小・中学校の学区
市立小・中学校に通う場合、学区（校区）は以下の通りとなる。
| 大字       | 番地 | 小学校                 | 中学校                   |
| ---------- | ---- | ---------------------- | ------------------------ |
| 東大小路町 | 全域 | 薩摩川内市立可愛小学校 | 薩摩川内市立川内北中学校 |

## 交通

### 道路
市道
- 薩摩川内市道隈之城高城線

### 鉄道
字域の東端を肥薩おれんじ鉄道線、九州新幹線が通っているが字域内には駅はなく、最寄駅は川内駅もしくは上川内駅である。